# Fréjeville
Fréjeville település Franciaországban, Tarn megyében. Lakosainak száma 721 fő (2022. január 1.). Fréjeville Carbes, Castres, Saïx, Sémalens és Vielmur-sur-Agout községekkel határos.

## Népesség
A település népességének változása:
| Lakosok száma | 639  | 636  | 671  | 667  | 682  | 701  | 719  | 731  | 721  |
|               | 2013 | 2015 | 2016 | 2017 | 2018 | 2019 | 2020 | 2021 | 2022 |